# 短茎甜麻
短茎甜麻（学名：Corchorus aestuans var. brevicaulis）为椴树科黄麻属下的一个变种。

## 扩展阅读
- 維基物種上的相關：短茎甜麻